# 里约热内卢地铁1号线
里约热内卢地铁1号线（葡萄牙語：Linha 1 do Metrô do Rio de Janeiro）是巴西里约热内卢的一条地铁线。
1979年1号线通车。通车时共有5个车站开始运营。它们是Praça Onze、Central、Presidente Vargas、Cinelandia和Gloria。